# Ballophilus riveroi
Ballophilus riveroi is een duizendpotensoort uit de familie van de Ballophilidae. De wetenschappelijke naam van de soort is voor het eerst geldig gepubliceerd in 1950 door Chamberlin.